# 小太陽魚
小太陽魚為輻鰭魚綱鱸形目鱸亞目太陽魚科太陽魚屬的其中一種，分布於北美洲美國的淡水流域，體長可達16公分，棲息在沙泥底質的湖泊、溪流或池塘等水域，屬肉食性，以小型無脊椎動物為食。
体色黄绿且有不规则黑色闪光斑纹，雄鱼在繁殖期的时候体色会变深蓝带点彩虹色花纹。原产于佛罗里达，繁殖为散性卵。

## 擴展閱讀
維基物種上的相關：小太陽魚
1. ↑  Dick Mills. . 貓頭鷹出版社. 1999年7月14日: 91. ISBN 9789579684880.